# إميلي سيمون
اميلي سيمون (بالفرنسية: Émilie Simon)‏ (من مواليد 17 يوليو 1978 في مونبلييه فرنسا) هي مغنية وكاتبة و مؤلفة الأغاني والموسيقى سينثبوب · .

## روابط خارجية
- إميلي سيمون على موقع IMDb (الإنجليزية)
- إميلي سيمون على موقع ألو سيني (الفرنسية)
- إميلي سيمون على موقع ميوزك برينز (الإنجليزية)
- إميلي سيمون على موقع أول ميوزيك (الإنجليزية)
- إميلي سيمون على موقع ديسكوغز (الإنجليزية)
- إميلي سيمون على موقع قاعدة بيانات الفيلم (الإنجليزية)